# Tona curta
La tona curta (traducció literal de l'anglès short ton) és una unitat de massa que equival a 2000 lliures (uns 907,185 quilograms).
A causa que aquesta és la mesura dominant als Estats Units, en aquest país és sovint denominada simplement ton, sense distingir-la de la tona mètrica (anomenada tonne o metric ton als EUA) o de la tona llarga (long ton) britànica, la qual equival a 2240 lliures (1016 kg). No obstant això, les paraules angleses ton i tonne es pronuncien de forma idèntica en l'idioma anglès, cosa que implica que aquestes poden arribar, evidentment, a causar confusions.
No obstant això, hi ha alguns ambients específics nord-americans, tal com succeeix en el cas dels vaixells de l'Armada (US Navy), en els quals la paraula ton a seques es refereix a la tradicional mesura britànica. Sobre això, l'Oficina d'Estadístiques del Transport dels Estats Units (United States Bureau of Transportation Statistics) ha esmentat que històricament, un molt important patró de càrrega per als velers europeus era el vi, emmagatzemat i embarcat en barrils anomenats botes. Aquestes botes de vi, per la seva mida uniforme i la seva demanda universal, es van convertir en un estàndard pel qual es podia mesurar la capacitat d'un vaixell. Una bota de vi pesava aproximadament 2240 lliures i ocupava prop de 60 peus cúbics. Així mateix, aquesta mateixa font del Govern federal nord-americà afegeix que “Avui, l'estàndard de pes dels dissenyadors de vaixells és la tona llarga, que és igual a 2240 lliures”.
Tant la tona curta com la llarga són definides com a equivalents a 20 quintars, però un quintar equival a 100 lliures (uns 45,359 quilograms) en el sistema de mesures vigent als Estats Units (quintar curt o net) i 112 lliures (50,802 kg) en el sistema anglosaxó d'unitats (quintar llarg o quintar gruixut, long hundredweight o gross hundredweight).
Com al Regne Unit la tona curta és una unitat de massa rarament usada, la paraula ton a seques es refereix, gairebé sempre, a una tona llarga (de 1016 kg de pes), mentre que les tones mètriques es distingeixen per la seva ortografia tonne, al marge que la seva pronunciació és exactament la mateixa en anglès. Per tant, aquestes últimes solen ser més formalment denominades com a metric ton.
Per part seva, una tona curta de força equival a 2000 lbf .